# Данило Бата Стојковић
Данило Бата Стојковић (Београд, 11. август 1934 — Београд, 16. март 2002) био је српски глумац.

## Биографија
Бата је рођен у Београду 11. августа 1934. године у породици Алексе Стојковића, угледног предратног велетрговца дрвима и угљем. Одрастао је на Чубури, уз рођеног брата Жику, потоњег познатог београдског интелектуалца и публицисту. Живео је у Београду са супругом Олгом.
Један од пресудних тренутака у каријери Бате Стојковића је била представа из 1953. године, на Пашином брду у којој је играо у Чеховљевој представи „Крчма на главном друму”. У публици је био и Добрица Милутиновић, који је након представе пришао Бати и узбуђено му рекао: „Ти си, сине, још у мајчиној утроби постао глумац.”
На Факултету драмских уметности у Београду га је примио Томислав Танхофер, а дипломирао је код Јосипа Кулунџића 1959. године, улогом Ђорђа Црнојевића из Јакшићеве „Јелисавете” и Капетана ватрогасца из „Ћелаве певачице”.
Остварио је велики број улога на филму и у позоришту. Најпознатије су му улоге у филмовима Ко то тамо пева, Маратонци трче почасни круг и Балкански шпијун, за које је награђиван бројним наградама.
Преминуо је 16. марта 2002. године, у 68. години после тешке болести, а његова урна је након кремације смештена у розаријум београдског Новог гробља.

### Почетак глумачке каријере
Позоришну каријеру започео је у Југословенском драмском позоришту (ЈДП; 1959), а 1962. постао је стални члан ансамбла Атељеа 212. Публика га је посебно заволела у „Звездара театру”, у улогама које је Душан Ковачевић писао за њега. Први пут на сцену ЈДП изашао је 1956. године и играо слугу у „Магбету”, а годину дана касније појавио се као агент у представи „Троје” на сцени Атељеа 212.
Филмску каријеру је започео улогом у филму „Издајник“ из 1964. Уследио је низ телевизијских и мањих филмских улога, а најважније су биле улоге у филмовима „Мајстор и Маргарита“ (1972), „Чувар плаже у зимском периоду“ (1976) и Пас који је волео возове (1977). Такође је играо и оца једног од ликова у серији „Грлом у јагоде“. Познат је и по улози малог антагонисте у филму Горана Марковића „Национална класа“ (1979).

### Пробој и слава
Стојковић је неке од својих најбољих улога имао радећи са редитељем Слободаном Шијаном, а који је био најуспешнији када је радио са сценаријима Душана Ковачевића. Шијан, који је претходно радио са Стојковићем у неколико телевизијских продукција, дебитовао је на великом платну филмом „Ко то тамо пева“ (1980), комедијом смештеном пред почетак Другог светског рата у ондашњој Југославији. Од улога осталих глумаца у филму, Стојковић се истицао улогом путника германофила. „Ко то тамо пева“ је био велики критички и комерцијални успех и освојио је две награде на филмском фестивалу у Монтреалу.
Стојковић се појавио у улози алкохоличара у филму „Посебан третман“ Горана Паскаљевића, а затим је поново радио са Шијаном у комедији „Маратонци трче почасни круг“. Филм, који прича о породици гробара у сукобу са породицом локалних пљачкаша, био је још један успех за Стојковића и Шијана и задржао је култни статус до данашњих дана.
Након неколико мањих улога, од којих се издваја улога директора школе у филму „Идемо даље“, Стојковић је глумио у три филма у којима је тумачио ликове који су била сатира на комунистичке идеале „партијског човека“ или „марксистичког револуционара“. Прва у низу је била улога Бабија Пупушке у Шијановом филму „Како сам систематски уништен од идиота“ (1983), у коме се ради о човеку који креће у трагање за сродном душом након што је чуо, за њега шокирајућу, вест о убиству Че Геваре. Почев од овог филма, Стојковић се усавршио у тумачењу улога са „очинском фигуром“, па је имао још једну сјајну улогу у филму „Варљиво лето '68“ Горана Паскаљевића. Стојковић је глумио строгог оца марксисту, који није могао да поднесе да се догађаји из 1968. одвијају пред његовим очима.
Уједињујући свој таленат са талентом Душана Ковачевића, Бата Стојковић је 1984. године извео по многима своју најбољу улогу у филму „Балкански шпијун“, који су режирали заједно Божидар Николић и Душан Ковачевић. У овом филму, Стојковић је глумио Илију Чворовића — бившег, сада притајеног, стаљинисту који је због тога провео године у затвору и сада болује од параноје и види шпијуне свуда око себе.

### Крај живота
Бата никада није отказивао представе, па је тако и једну од последњих, „Корешпонденцију“, одиграо тешко болестан 5. фебруара 2002. на сцени Атељеа 212.
Петог фебруара 2002. године, иако већ тешко болестан, Данило Бата Стојковић играо је Лупуса у Атељеу 212, у јубиларној, 300. „Корешподенцији“ (Михизова драматизација дела Борислава Пекића у режији Арсенија Јовановића). Тринаестог фебруара 2002. године, на молбу младих глумаца из Словеније дошао је и у Звездара театар да одигра „Професионалца“ Душана Ковачевића. То су били последњи наступи једног од најцењенијих српских глумаца.
Преминуо је 16. марта 2002. године од рака плућа. У препуној сали Звездара театра 20. марта исте године је одржана комеморација поводом смрти Бате Стојковића. У првом реду, поред супруге Олге, седеле су његове колеге — Љуба Тадић, Ружица Сокић, Бора Тодоровић, Петар Божовић, Мира Бањац, Неда Арнерић и други. У име Југословенског драмског позоришта (ЈДП), од Бате се опростила његова колегиница Бранка Петрић, а комеморацији су присуствовали и Зоран Живковић, тада Савезни министар унутрашњих послова, академици Матија Бећковић и Драгослав Михаиловић и бројни глумци. Телеграме саучешћа Батиној супрузи Олги послали су и Војислав Коштуница, председник СР Југославије, и Зоран Ђинђић, републички премијер.
Бата Стојковић је кремиран на Новом гробљу у Београду, а последње речи упутио му је поново његов „лични писац“ Душан Ковачевић: „Драги Бато, данима покушавам да ти кажем нешто налик на опроштај, а да се ти не намрштиш или насмејеш. Београд је имао великих глумаца, али никада некога као што си ти. Прошао си нашом сценом као олуја. Нашим пријатељима који те чекају реци да смо боље него што јесмо...“ На комеморацији  Душан Ковачевић је још додато: „Не знам да ли је ико волео позориште као Бата. Пред почетак сваке представе улазио је у гардеробу максимално дотеран, са пажљиво одабраном краватом. Говорио је: »Добро вече децо, за вас сам се уредио, свака представа је за мене празник и ја јој на овај начин одајем почаст.«“
Последњу почаст на Новом гробљу одали су Зоран Ђинђић, Ђорђе Марјановић, Брана Петровић, Синиша Ковачевић, Бајага и многи други.

## Лични живот
Бата Стојковић је у 14. години понављао разред.
Дугогодишњи надимак Бубулеја је стекао прославивши се истоименом улогом у телевизијској серији Дипломци.
Бата Стојковић је био крштени кум деци српске глумице Љиљане Драгутиновић и српског политичара Милорада Вучелића.
Бата је инспирисао академика Мићу Поповића да наслика серију слика с ликом Гвоздена према истоименом лику из филма „Делије“ (језик: енглески).

## Наслеђе
Летња позорница у Врњачкој Бањи, на којој се одржава Фестивал филмског сценарија, од 2010. године носи име „Данило Бата Стојковић“, а на њој је и откривена спомен плоча овом глумцу.
Од 2010. године у Врњачкој Бањи почели су да се одржавају и „Дани Данила Бате Стојковића“ који ће почињати сваке године 11. августа, на дан његовог рођења. У Врњачкој Бањи је отворена његова спомен-соба.

## Филмографија
| Год.       | Назив                                      | Улога                             |
| ---------- | ------------------------------------------ | --------------------------------- |
| 1960.-те ▲ |                                            |                                   |
| 1960.      | Два погледа кроз кључаоницу                |                                   |
| 1964.      | Човек из храстове шуме                     | Стеван                            |
| 1964.      | Издајник                                   |                                   |
| 1965.      | Човек није тица                            |                                   |
| 1965.      | Пета страна света                          |                                   |
| 1965.      | Капетан капетану                           |                                   |
| 1966.      | Партија шаха с оцем                        |                                   |
| 1966.      | Рој                                        | Никола                            |
| 1966.      | Време љубави                               | Ратко (сегмент Пут)               |
| 1967.      | Волите се људи                             |                                   |
| 1967.      | Јутро                                      | војник                            |
| 1967.      | Круг двојком                               |                                   |
| 1967.      | Боксери иду у рај                          | професор                          |
| 1967.      | Пробисвет (ТВ серија)                      |                                   |
| 1967.      | Стара кока, добра јуха                     |                                   |
| 1967.      | Ове жене после рата                        |                                   |
| 1968.      | Пре истине                                 | вођа банде                        |
| 1968.      | У раскораку                                | поштар                            |
| 1968.      | Горски цар                                 |                                   |
| 1968.      | Бекство                                    | Тихи                              |
| 1968.      | Делије                                     | Гвозден                           |
| 1968.      | Код Лондона                                |                                   |
| 1968.      | Сезона пољубаца                            |                                   |
| 1968.      | Сајам на свој начин                        |                                   |
| 1968.      | Љубитељ голубова                           |                                   |
| 1968.      | Једног дана, једном човјеку                |                                   |
| 1968.      | Има љубави, нема љубави                    |                                   |
| 1969.      | Зазидани                                   | затворски чувар Гаврило           |
| 1969.      | Самци 2                                    |                                   |
| 1969.      | Рађање радног народа                       | Бангеја Кукуљевић                 |
| 1969.      | Пуцањ у главу                              |                                   |
| 1969.      | Како је лагао њеног мужа                   |                                   |
| 1970.-те ▲ |                                            |                                   |
| 1970.      | Лилика                                     | Поочим, отац                      |
| 1970.      | Реквијем                                   | скретничар                        |
| 1970.      | Природна граница                           | мајор                             |
| 1970.      | Бурдуш                                     | редитељ                           |
| 1970.      | Енглески онакав какав се говори            |                                   |
| 1971.      | Цео живот за годину дана                   | Света Бајић                       |
| 1971.      | Улога моје породице у свјетској револуцији | Строги                            |
| 1971.      | Млад и здрав као ружа                      |                                   |
| 1971.      | Бубашинтер                                 | Живан Гашић                       |
| 1971.      | Дипломци                                   | Душан Бубулеја                    |
| 1971.      | Операција 30 слова                         |                                   |
| 1971.      | Халелуја                                   |                                   |
| 1971.      | Дом и лепота                               |                                   |
| 1971.      | Чеп који не пропушта воду                  | милиционер                        |
| 1971.      | Без назива                                 |                                   |
| 1972.      | Униформе (ТВ серија)                       |                                   |
| 1972.      | Образ уз образ                             | Бата                              |
| 1972.      | Мајстор и Маргарита                        | Бобов                             |
| 1972.      | Девето чудо на истоку                      |                                   |
| 1972.      | Развојни пут Боре Шнајдера                 | Селимир                           |
| 1972.      | Дервиш и смрт (ТВ)                         | Везиров дефтердар                 |
| 1972.      | Ћелава певачица                            | ватрогасни капетан                |
| 1973.      | Кужиш стари мој                            | пекар                             |
| 1973.      | Бомбардовање Њу Хејвна                     | мајор                             |
| 1973.      | Наше приредбе (ТВ серија)                  |                                   |
| 1973.      | Шта се може кад се двоје сложе             |                                   |
| 1973.      | Путник                                     | мали                              |
| 1973.      | Полицајци                                  |                                   |
| 1973.      | Пјегава дјевојка                           |                                   |
| 1973.      | Београд или трамвај а на предња врата      |                                   |
| 1974.      | Тркач (ТВ)                                 |                                   |
| 1974.      | Поштење                                    |                                   |
| 1974.      | Димитрије Туцовић                          | Драгиша Лапчевић                  |
| 1974.      | Пред зору                                  |                                   |
| 1974.      | Оглас                                      | Милан Павловић                    |
| 1974.      | Обешењак                                   | џелат                             |
| 1975.      | Тестамент                                  |                                   |
| 1975.      | Кичма (филм)                               | човек из кафане                   |
| 1975.      | Павле Павловић                             | Павлов бивши колега               |
| 1975.      | Зимовање у Јакобсфелду                     | Дамјан                            |
| 1975.      | Бориско и Наталија                         |                                   |
| 1976.      | Вагон ли                                   | путник 1                          |
| 1976.      | Салаш у Малом Риту                         | Дамјан                            |
| 1976.      | Чувар плаже у зимском периоду              | Милован Пашановић - Драганов отац |
| 1976.      | Салаш у Малом Риту                         | Дамјан                            |
| 1976.      | Звездана прашина                           | кум                               |
| 1976.      | Грлом у јагоде                             | Банетов отац Сретен               |
| 1976.      | Влајкова тајна                             | Бата                              |
| 1977.      | Хајдучка времена                           | наредник Мунижаба                 |
| 1977.      | Рашчеречени                                |                                   |
| 1977.      | Марија Магдалена                           | Мајстор Антон, столар             |
| 1977.      | Домаћи странац                             |                                   |
| 1977.      | Никола Тесла                               | Џорџ Вестингхаус                  |
| 1977.      | Пас који је волео возове                   | отац                              |
| 1977.      | Топовска завршница (ТВ)                    |                                   |
| 1977.      | Субота ујутру                              |                                   |
| 1977.      | 67. састанак Скупштине Кнежевине Србије    | Никола Крупежевић                 |
| 1978.      | Тамо и натраг                              |                                   |
| 1978.      | Сироче                                     |                                   |
| 1978.      | Поглед у ноћ                               |                                   |
| 1978.      | Избацивач                                  |                                   |
| 1978.      | Није него                                  | Будић - Буда Филаделфија          |
| 1978.      | Повратак отписаних                         | Прлетов отац Стева                |
| 1979.      | Срећна породица                            | пословођа                         |
| 1979.      | Срећна породица (ТВ серија)                | пословођа                         |
| 1979.      | Кост од мамута                             | Душанов отац                      |
| 1979.      | Национална класа                           | Чабор                             |
| 1979.      | Седам плус седам                           | Бата                              |
| 1979.      | Прва српска железница                      | Марко Богдановић                  |
| 1979.      | Градилиште                                 | шофер камиона                     |
| 1979.      | Дјетињство младости                        |                                   |
| 1980.-те ▲ |                                            |                                   |
| 1980.      | Ко то тамо пева                            | Брка                              |
| 1980.      | Приповедања Радоја Домановића              | чича Илија Станојевић/Диско       |
| 1980.      | Посебан третман                            | Стева                             |
| 1981.      | Светозар Марковић                          |                                   |
| 1981.      | Пролеће живота                             |                                   |
| 1982.      | Сијамци                                    | Ђура Митровић                     |
| 1982.      | Идемо даље                                 | Божур                             |
| 1982.      | Маратонци трче почасни круг                | Лаки Топаловић                    |
| 1982.      | Канте или кесе                             | друг Качавенда                    |
| 1982.      | 13. јул                                    | посланик                          |
| 1983.      | Учитељ                                     | Божур                             |
| 1983.      | Човек са четири ноге                       | фоторепортер                      |
| 1983.      | Како сам систематски уништен од идиота     | Баби Папушка                      |
| 1983.      | Кореспонденција                            | Симеон Његован Лупуш, деда        |
| 1984.      | Варљиво лето ’68                           | Петров отац Веселин               |
| 1984.      | Варљиво лето ’68 (ТВ серија)               | Веселин Цветковић                 |
| 1984.      | Чудо невиђено                              | газда Шћепан                      |
| 1984.      | Балкански шпијун                           | Илија Чворовић                    |
| 1984.      | Јалта                                      | Сталине                           |
| 1984.      | Провинција у позадини                      | Јаша Муктар                       |
| 1985.      | Наш учитељ четвртог разреда                | учитељ                            |
| 1985.      | Држање за ваздух                           | управник дома                     |
| 1985.      | Приче из фабрике                           | Ђура Бошњаковић Тамбура           |
| 1985.      | Сребрена лисица                            | Чавче                             |
| 1986.      | Штрајк у ткаоници ћилима                   |                                   |
| 1986.      | Свечана обавеза                            |                                   |
| 1987.      | Не знате ви Мартина                        |                                   |
| 1987.      | Милан — Дар                                | доктор Милан Савић                |
| 1987.      | Изненадна и прерана смрт пуковника К. К    | мајор                             |
| 1988.      | Прољеће Јанка Потлачека                    | Јанко Потлачек                    |
| 1989.      | Време чуда                                 | Јован                             |
| 1989.      | Сабирни центар                             | Симеун                            |
| 1989.      | Балкан експрес 2                           | Мида                              |
| 1989.      | Атоски вртови — преображење                |                                   |
| 1989.      | Балкан експрес 2 (ТВ серија)               | Мида Баба                         |
| 1989.      | Време чуда (ТВ серија)                     | Јован                             |
| 1989.      | Силе у ваздуху                             | Тоша                              |
| 1989.      | Последњи круг у Монци                      | Добривоје                         |
| 1989.      | Осми дан у недељи                          | Марко, Николин кум                |
| 1990.-те ▲ |                                            |                                   |
| 1990.      | Секс — партијски непријатељ бр. 1          | Гвозден                           |
| 1990.      | Професионалац                              | Лука Лабан                        |
| 1990.      | Клаустрофобична комедија                   | Сава оџачар                       |
| 1990.      | Гала корисница: Атеље 212 кроз векове      |                                   |
| 1991.      | Заборављени                                | Адамов таст                       |
| 1991.      | Мала                                       | свештеник                         |
| 1991.      | Видео јела, зелен бор                      | Милован                           |
| 1992.      | Црни бомбардер                             | председник                        |
| 1993.      | Три карте за Холивуд                       | ратни ветеран                     |
| 1993.      | Кажи зашто ме остави                       | теча                              |
| 1995.      | Тераса на крову                            | Драгутин Сова                     |
| 1995.      | Подземље                                   | деда                              |
| 1995.      | Урнебесна трагедија                        | Василије                          |
| 1995.      | Убиство с предумишљајем                    | Ставра Аранђеловић                |
| 1995.      | Двобој за троје                            | Бошко                             |
| 1995.      | Урнебесна трагедија                        | Милан                             |
| 1996.      | Била једном једна земља                    | деда                              |
| 1997.      | Балканска правила                          | сајџија                           |
| 1997.      | Горе-доле                                  | Аврам Јакшић                      |
| 1998.      | Ране                                       | комшија                           |
| 1998.      | Буре барута                                | Виктор, Алексијев отац            |
| 1999.      | Бело одело                                 | свештеник                         |
| 1999.      | У име оца и сина                           | Мргуд Милетић                     |
| 1999.      | Пропутовање                                | Стојан (сегмент Сребрни метак)    |
| 1999.      | Ђенерал Милан Недић                        | Милан Недић                       |
| 2000.-те ▲ |                                            |                                   |
| 2001.      | Отац                                       | капетан Алберт                    |

## Награде
Данило Стојковић је био добитник бројних признања. Између осталих, ту су:
- Добричин прстен, највећа глумачка награда која се у Србији додељује за глумачко дело (1990),
- Награда "Павле Вуисић“, за изузетан допринос уметности глуме на домаћем филму, на Филмским сусретима у Нишу (1998),
- Златни ћуран за животно дело глумцу комичару (2002 — постхумно),
- Статуета Јоаким Вујић, за изузетан допринос развоју позоришне уметности Србије (1990),
- Стеријина награда за улогу у представи „Цинцари или корешподенција“ (1982),
- Стеријина награда за улогу у представи „Балкански шпијун“ (1984),
- Стеријина награда за улогу у представи „Професионалац“ (1990),
- Стеријина награда за улогу у представи „Ђенерал Милан Недић“ (1992),
- Златна арена у Пули, за најбољу главну мушку улогу у филму „Балкански шпијун” (1984),
- Златна арена у Пули, за најбољу споредну мушку улогу у филму „Зазидани” (1969),
- Статуета Ћуран за улогу у представи „Ожалошћена породица” на Данима комедије у Јагодини (1981),
- Статуета Ћуран за улогу у представи „Цинцари или корешподенција” на Данима комедије у Јагодини (1982),
- Статуета Ћуран за улогу у представи „Балкански шпијун” на Данима комедије у Јагодини (1984),
- Статуета Ћуран за улогу у представи „Клаустрофобична комедија” на Данима комедије у Јагодини (1988),
- Статуета Ћуран за улогу у представи „Професионалац” на Данима комедије у Јагодини (1990),
- Гран-при „Ћеле кула” за улогу у филму Чувар плаже у зимском периоду, на Филмским сусретима у Нишу (1976),
- Гран-при „Наиса” за улогу у филму „У име оца и сина”, на Филмским сусретима у Нишу (1999),
- Награда Цар Константин за улогу Илије Чворовића у филму „Балкански шпијун”, на Филмским сусретима у Нишу (1984),
- Специјална награда за улогу у филму „Зазидани”, на Филмским сусретима у Нишу (1969),
- Награда за епизодну мушку улогу у филму „Балканска правила”, на Филмским сусретима у Нишу (1997).
- Награда Браћа Карић (1999.)